# Topovski cvijet
Topovski cvijet (pileja, lat. Pilea), veliki biljni rod vazdazelenih trajnica i grmova iz porodice Urticaceae. Sastoj ise od preko 570 vrsta. U Hrvatskoj raste P. microphylla, poznata pod narodnim nazivom kao pileja.

## Vrste
1. Pilea abbreviata Urb. & Ekman
2. Pilea acanthospermoides Urb. & Ekman
3. Pilea acuminata Liebm.
4. Pilea acunae Grudz.
5. Pilea adamsiana A.K.Monro
6. Pilea aenea Killip
7. Pilea affinis C.V.Morton
8. Pilea alaotrae Leandri
9. Pilea alfaroana Al.Rodr. & A.K.Monro
10. Pilea alongensis Gagnep.
11. Pilea alpestris (Urb.) Fawc. & Rendle
12. Pilea alpina Urb.
13. Pilea alsinifolia Wedd.
14. Pilea alta Gilli
15. Pilea alternifolia Urb. & Ekman
16. Pilea ambecarpa Urb.
17. Pilea amplistipulata C.J.Chen
18. Pilea andersonii C.D.Adams
19. Pilea andringitrensis Leandri
20. Pilea angolensis (Hiern) Rendle
21. Pilea angulata (Blume) Blume
22. Pilea angustata Killip
23. Pilea angustifolia Killip
24. Pilea anisophylla Wedd.
25. Pilea ansincola Urb. & Ekman
26. Pilea anthotricha Urb.
27. Pilea antioquensis Killip
28. Pilea aparadensis P.Brack
29. Pilea apiculata Killip
30. Pilea apoensis Elmer
31. Pilea appendicilata Fawc. & Rendle
32. Pilea approximata C.B.Clarke
33. Pilea aquarum Dunn
34. Pilea arbuscula Ridl.
35. Pilea argentea Killip
36. Pilea arguta (Kunth) Wedd.
37. Pilea articulata Wedd.
38. Pilea astrogramma Miq.
39. Pilea atroviridis Baker
40. Pilea attenuata Killip
41. Pilea auricularis C.J.Chen
42. Pilea auriculata Liebm.
43. Pilea balansae Gagnep.
44. Pilea balfourii Baker
45. Pilea baltenweckii Urb.
46. Pilea bambuseti Engl.
47. Pilea bambusifolia C.J.Chen
48. Pilea barahonensis Urb.
49. Pilea barbiflora Urb. & Ekman
50. Pilea basicordata W.T.Wang
51. Pilea bassleriana Killip
52. Pilea baurii B.L.Rob.
53. Pilea beguinotii Cufod.
54. Pilea bemarivensis Leandri
55. Pilea benguetensis C.B.Rob.
56. Pilea betulifolia (Sw.) Wedd.
57. Pilea bicolor Urb.
58. Pilea bisepala H.St.John
59. Pilea bissei Grudz.
60. Pilea boehmerioides Wedd.
61. Pilea boiviniana Wedd.
62. Pilea boniana Gagnep.
63. Pilea borbonica Marais
64. Pilea botterii Killip
65. Pilea brachypila Urb.
66. Pilea bracteosa Wedd.
67. Pilea brasiliensis Gaglioti, Romaniuc & A.K.Monro
68. Pilea brassii Chew ex P.Royen
69. Pilea brevicornuta Hayata
70. Pilea brevipetiolata Urb. & Ekman
71. Pilea brevistipula Urb.
72. Pilea brittoniae Urb.
73. Pilea buchenaui Urb.
74. Pilea buchtienii Killip
75. Pilea bullata Britton
76. Pilea cacuminum Urb. & Ekman
77. Pilea cadetii Marais
78. Pilea cadierei Gagnep. & Guillaumin
79. Pilea caespitosa Urb.
80. Pilea calcicola C.B.Rob.
81. Pilea callicometes Leandri
82. Pilea cangyuanensis H.W.Li
83. Pilea capitata Baker
84. Pilea capitellata Wedd.
85. Pilea carautae M.D.M.Vianna & R.J.V.Alves
86. Pilea cardiophylla Urb.
87. Pilea caribaea Urb.
88. Pilea carnosa Britton
89. Pilea carnosula Wedd.
90. Pilea castronis Killip
91. Pilea cataractae Marais
92. Pilea caudata H.J.P.Winkl.
93. Pilea caulescens (L.) Urb.
94. Pilea cavaleriei H.Lév.
95. Pilea cavernicola A.K.Monro, C.J.Chen & Y.G.Wei
96. Pilea celebica Miq.
97. Pilea cellulosa (Spreng.) Urb.
98. Pilea centradenioides Seem.
99. Pilea cephalantha Wedd.
100. Pilea cephalophora Urb.
101. Pilea ceratocalyx Wedd.
102. Pilea chamaesyce Urb. & Ekman
103. Pilea chartacea C.J.Chen
104. Pilea chiapensis Killip
105. Pilea chotardiana Urb. & Ekman
106. Pilea christii Urb.
107. Pilea ciliata (Sw.) Blume
108. Pilea citriodora Wedd.
109. Pilea clandestina Wedd.
110. Pilea clarana Urb.
111. Pilea clarkei Hook.f.
112. Pilea clementis Britton
113. Pilea cocottei Marais
114. Pilea confusa C.V.Morton
115. Pilea conjugalis A.K.Monro
116. Pilea consanguinea Wedd.
117. Pilea cordifolia Hook.f.
118. Pilea cordistipulata C.J.Chen
119. Pilea cornutocucullata Cufod.
120. Pilea corona A.K.Monro
121. Pilea coronopifolia Urb. & Ekman
122. Pilea corymbosa (Savigny) Blume
123. Pilea costaricensis Donn.Sm.
124. Pilea costata Killip
125. Pilea cowellii Britton
126. Pilea craspedodroma A.K.Monro
127. Pilea crassifolia (Willd.) Blume
128. Pilea crenata Britton & P.Wilson
129. Pilea crenulata (Sw.) Urb.
130. Pilea cruegeriana Wedd.
131. Pilea cubensis Wedd.
132. Pilea cuneata H.J.P.Winkl.
133. Pilea cuneiformis (Savigny) Wedd.
134. Pilea cuprea K.Krause
135. Pilea cushiensis Killip
136. Pilea cyclophylla Urb. & Ekman
137. Pilea cymbifolia Rusby
138. Pilea daguensis Killip
139. Pilea dataensis C.B.Rob.
140. Pilea dauciodora Pav. ex Wedd.
141. Pilea delicatula Killip
142. Pilea densiflora Kunth
143. Pilea depressa (Sw.) Blume
144. Pilea diandra Urb.
145. Pilea dictyocarpa Urb.
146. Pilea diffusa (Sw.) Wedd.
147. Pilea digitata A.K.Monro
148. Pilea discolor Killip
149. Pilea dispar Urb.
150. Pilea distantifolia Urb.
151. Pilea diversifolia Wedd.
152. Pilea dolichocarpa C.J.Chen
153. Pilea dombeyana Wedd.
154. Pilea domingensis Urb.
155. Pilea ecboliophylla Donn.Sm.
156. Pilea effusa H.J.P.Winkl.
157. Pilea ekmanii Urb.
158. Pilea elegans Gay
159. Pilea elegantissima C.J.Chen
160. Pilea elizabethae Fawc. & Rendle
161. Pilea elliptica Hook.f.
162. Pilea elliptilimba C.J.Chen
163. Pilea entradana Philipson
164. Pilea ermitensis Britton
165. Pilea erosa Urb.
166. Pilea fairchildiana Jestrow & Jiménez Rodr.
167. Pilea falcata Liebm.
168. Pilea fallax Wedd.
169. Pilea fasciata Wedd.
170. Pilea fendleri Killip
171. Pilea filicina Killip
172. Pilea filipes Rusby
173. Pilea flammula P.Brack
174. Pilea flavicaulis Urb. & Britton
175. Pilea flexuosa Wedd.
176. Pilea floridana Urb.
177. Pilea foetida Urb. & Ekman
178. Pilea foliosa Killip
179. Pilea fontana (Lunell) Rydb.
180. Pilea foreroi A.H.Gentry
181. Pilea forgetii N.E.Br.
182. Pilea formonensis Urb. & Ekman
183. Pilea formosa Urb.
184. Pilea forsythiana Wedd.
185. Pilea frutescens Urb.
186. Pilea fruticosa Hook.f.
187. Pilea fruticulosa C.V.Morton
188. Pilea funkikensis Hayata
189. Pilea gallowayana Killip
190. Pilea gamboana Al.Rodr. & A.K.Monro
191. Pilea gansuensis C.J.Chen & Z.X.Peng
192. Pilea geminata Urb.
193. Pilea gesnerioides Grudz.
194. Pilea glaberrima (Blume) Blume
195. Pilea glabra S.Watson
196. Pilea glomerata Griseb.
197. Pilea gnidioides Griseb.
198. Pilea godetiana Urb. & Ekman
199. Pilea goetzei Engl.
200. Pilea gomeziana W.C.Burger
201. Pilea gongjueensis W.T.Wang
202. Pilea goudotiana Wedd.
203. Pilea gracilior Urb. & Ekman
204. Pilea gracilis Hand.-Mazz.
205. Pilea grandifolia (L.) Blume
206. Pilea granmae Grudz.
207. Pilea granulata Urb. & Ekman
208. Pilea griffithii Blume
209. Pilea guirana Urb.
210. Pilea guizhouensis A.K.Monro, C.J.Chen & Y.G.Wei
211. Pilea gyrophylla Urb.
212. Pilea haenkei Killip
213. Pilea hamaoi Makino
214. Pilea harrisii Urb.
215. Pilea hedemarkii W.N.Takeuchi
216. Pilea helwigii Urb. & Ekman
217. Pilea helxinoides Ridl.
218. Pilea hemisphaerica Urb. & Ekman
219. Pilea hepatica Urb. & Ekman
220. Pilea herniarioides (Sw.) Lindl.
221. Pilea herrerae Al.Rodr. & A.K.Monro
222. Pilea heteroneura Griseb.
223. Pilea hexagona C.J.Chen
224. Pilea hilariana Wedd.
225. Pilea hilliana Hand.-Mazz.
226. Pilea hirsuta Wedd.
227. Pilea hirtella Miq.
228. Pilea hispaniolana Acev.-Rodr.
229. Pilea hitchcockii Killip
230. Pilea holstii Engl.
231. Pilea hookeriana Wedd.
232. Pilea howardiana Skean & Judd
233. Pilea howelliana Hand.-Mazz.
234. Pilea humbertii Leandri
235. Pilea humilis C.B.Rob.
236. Pilea hyalina Fenzl
237. Pilea hydra P.Brack
238. Pilea hydrocotyliflora Killip
239. Pilea hygrophila (Miq.) Blume
240. Pilea imparifolia Wedd.
241. Pilea impressa Urb.
242. Pilea inaequalis (Juss. ex Poir.) Wedd.
243. Pilea insolens Wedd.
244. Pilea intermedia (Wedd.) Urb.
245. Pilea intumescens C.B.Rob.
246. Pilea involucrata (Sims) C.H.Wright & Dewar
247. Pilea irrorata Donn.Sm.
248. Pilea iteophylla Urb. & Ekman
249. Pilea ivohibeensis Leandri
250. Pilea jamesoniana Wedd.
251. Pilea jayaensis A.K.Monro
252. Pilea jeremiensis Urb. & Ekman
253. Pilea johniana Stapf
254. Pilea johnsii A.K.Monro
255. Pilea johnstonii Oliv.
256. Pilea jujuyensis Sorarú
257. Pilea kakurang Blume
258. Pilea kanaii H.Hara
259. Pilea killipiana Standl. & Steyerm.
260. Pilea kingii C.E.C.Fisch.
261. Pilea klossii A.K.Monro
262. Pilea krugii Urb.
263. Pilea laciniata Urb.
264. Pilea lacorum P.Royen
265. Pilea laevicaulis Wedd.
266. Pilea lageensis W.T.Wang
267. Pilea lamii H.J.P.Winkl.
268. Pilea lamiifolia Fawc. & Rendle
269. Pilea lamioides Wedd.
270. Pilea lanceolata (Savigny) Wedd.
271. Pilea lancifolia Hook.f.
272. Pilea lapestris Chew ex A.K.Monro
273. Pilea latifolia Wedd.
274. Pilea laurea C.D.Adams
275. Pilea laxa (Sw.) Wedd.
276. Pilea ledermannii H.J.P.Winkl.
277. Pilea leptocardia Urb.
278. Pilea leptogramma Urb.
279. Pilea leptophylla Urb.
280. Pilea leucophaea (Blume) Blume
281. Pilea libanensis Urb.
282. Pilea lindeniana Wedd.
283. Pilea linearifolia C.J.Chen
284. Pilea lippioides Killip
285. Pilea lobulata Urb.
286. Pilea loeseneri Urb. & Ekman
287. Pilea loheri Merr.
288. Pilea lokohensis Leandri
289. Pilea lomatogramma Hand.-Mazz.
290. Pilea longibracteolata Al.Rodr., A.K.Monro & L.Acosta
291. Pilea longicaulis Hand.-Mazz.
292. Pilea longifolia Baker
293. Pilea longipedunculata S.S.Chien & C.J.Chen
294. Pilea longruiensis W.T.Wang
295. Pilea longzhouensis W.T.Wang
296. Pilea losensis Killip
297. Pilea lucens (Savigny) Wedd.
298. Pilea lucida (Sw.) Blume
299. Pilea luisiana Urb. & Ekman
300. Pilea luochengensis W.T.Wang
301. Pilea lurida C.Wright
302. Pilea lushuiensis W.T.Wang
303. Pilea luzonensis Merr.
304. Pilea macbridei Killip
305. Pilea macrantha Killip
306. Pilea macrocarpa C.J.Chen
307. Pilea macrocystolithica Killip
308. Pilea maculata Urb. & Ekman
309. Pilea magnicarpa A.K.Monro
310. Pilea manniana Wedd.
311. Pilea margarettae Britton
312. Pilea marginata Wedd.
313. Pilea martini (H.Lév.) Hand.-Mazz.
314. Pilea matama A.K.Monro
315. Pilea matheuxiana Urb. & Ekman
316. Pilea matsudae Yamam.
317. Pilea matthewii Dorr & Stergios
318. Pilea maxonii Britton
319. Pilea mayarensis C.V.Morton
320. Pilea media C.J.Chen
321. Pilea mediophylla Gilli
322. Pilea medongensis C.J.Chen
323. Pilea melastomoides (Poir.) Wedd.
324. Pilea menghaiensis C.J.Chen
325. Pilea mexicana Wedd.
326. Pilea michaelensis P.Royen
327. Pilea microcardia Hand.-Mazz.
328. Pilea micromeriifolia Britton & P.Wilson
329. Pilea microphylla (L.) Liebm.
330. Pilea microrhombea Urb.
331. Pilea miguelii Dorr & Stergios
332. Pilea mimema Standl. & Steyerm.
333. Pilea minguetii Urb.
334. Pilea minima W.T.Wang
335. Pilea minuta C.B.Clarke
336. Pilea minutiflora K.Krause
337. Pilea minutissima H.J.P.Winkl.
338. Pilea mollis Wedd.
339. Pilea mongolica Wedd.
340. Pilea monilifera Hand.-Mazz.
341. Pilea monticola C.B.Rob.
342. Pilea montis-wilhelmi P.Royen
343. Pilea moragana Al.Rodr. & A.K.Monro
344. Pilea moroniana Urb.
345. Pilea multicaulis Urb.
346. Pilea multicellularis C.J.Chen
347. Pilea multiflora (Poir.) Wedd.
348. Pilea mutisiana (Spreng.) Wedd.
349. Pilea myriantha Killip
350. Pilea myriophylla Killip
351. Pilea nana Liebm.
352. Pilea napoana Gilli
353. Pilea neglecta Britton
354. Pilea nerteroides Killip
355. Pilea nguruensis Friis & I.Darbysh.
356. Pilea nicholasii Dorr & Stergios
357. Pilea nidiae Dorr & Stergios
358. Pilea nigrescens Urb.
359. Pilea nipensis Urb.
360. Pilea nitida Wedd.
361. Pilea nonggangensis Y.G.Wei, L.F.Fu & A.K.Monro
362. Pilea notata C.H.Wright
363. Pilea nudicaulis (Sw.) Wedd.
364. Pilea nummulariifolia (Sw.) Wedd.
365. Pilea nutans Wedd.
366. Pilea obetiifolia Killip
367. Pilea oblanceolata Fawc. & Rendle
368. Pilea obscura C.V.Morton
369. Pilea obtusangula Urb.
370. Pilea occulta J.Florence
371. Pilea ophioderma Killip
372. Pilea ophiticola Borhidi
373. Pilea ordinata C.D.Adams
374. Pilea orientalis C.V.Morton
375. Pilea ornatifolia Killip
376. Pilea ovalifolia Britton & P.Wilson
377. Pilea ovalis Griseb.
378. Pilea oxyodon Wedd.
379. Pilea pachycarpa Wedd.
380. Pilea pachycephala Urb.
381. Pilea pallida Killip
382. Pilea palustris Urb.
383. Pilea pandurata P.Royen
384. Pilea paniculigera C.J.Chen
385. Pilea pansamalana Donn.Sm.
386. Pilea panzhihuaensis C.J.Chen, A.K.Monro & L.Chen
387. Pilea papuana H.J.P.Winkl.
388. Pilea parciflora Urb.
389. Pilea parietaria (L.) Blume
390. Pilea pauciflora C.J.Chen
391. Pilea pauciserrata Killip
392. Pilea pavonii Wedd.
393. Pilea pedroi Grudz.
394. Pilea peladerosi Grudz.
395. Pilea pellionioides C.J.Chen
396. Pilea peltata Hance
397. Pilea pennellii Killip
398. Pilea penninervis C.J.Chen
399. Pilea peperomioides Diels
400. Pilea peploides (Gaudich.) Hook. & Arn.
401. Pilea perfragilis Ekman
402. Pilea perrieri Leandri
403. Pilea phaeocarpa Urb.
404. Pilea pichisana Killip
405. Pilea picta Herzog
406. Pilea pitresia Urb. & Ekman
407. Pilea pittieri Killip
408. Pilea plataniflora C.H.Wright
409. Pilea pleuroneura Donn.Sm.
410. Pilea plicatidentata H.J.P.Winkl.
411. Pilea plumieri Urb.
412. Pilea plumulosa A.K.Monro
413. Pilea poeppigiana Wedd.
414. Pilea pollicaris Marais
415. Pilea polyclada Urb.
416. Pilea portlandiana C.D.Adams
417. Pilea proctorii C.D.Adams
418. Pilea propinqua Wedd.
419. Pilea pseudonotata C.J.Chen
420. Pilea psilogyne Urb.
421. Pilea pteridophylla A.K.Monro
422. Pilea pterocaulis Stapf
423. Pilea pteropodon Wedd.
424. Pilea pubescens Liebm.
425. Pilea pulchra C.V.Morton
426. Pilea pulegifolia (Poir.) Wedd.
427. Pilea pumila A.Gray
428. Pilea pumileoides Urb.
429. Pilea punctata (Kunth) Wedd.
430. Pilea puracensis Killip
431. Pilea purpurea Killip
432. Pilea purulensis Donn.Sm.
433. Pilea pusilla K.Krause
434. Pilea putridicola Urb. & Ekman
435. Pilea pyrrhotricha Miq.
436. Pilea quadrata A.K.Monro
437. Pilea quercifolia Killip
438. Pilea racemiformis C.J.Chen
439. Pilea racemosa (Royle) Tuyama
440. Pilea radicans (Sw.) Wedd.
441. Pilea radiculosa Urb.
442. Pilea ramosissima Killip
443. Pilea receptacularis C.J.Chen
444. Pilea refracta Urb.
445. Pilea repanda Wedd.
446. Pilea reticulata (Sw.) Wedd.
447. Pilea rhexioides Liebm.
448. Pilea rhizobola Miq.
449. Pilea rhombea (L.f.) Liebm.
450. Pilea rhombifolia Killip
451. Pilea richardii Urb.
452. Pilea riedlei (Decne.) Blume
453. Pilea rigida C.B.Rob.
454. Pilea rigidiuscula C.B.Rob.
455. Pilea riopalenquensis A.H.Gentry & Dodson
456. Pilea riparia Donn.Sm.
457. Pilea rivoriae Wedd.
458. Pilea rivularis Wedd.
459. Pilea robinsonii Elmer
460. Pilea robusta Liebm.
461. Pilea roemeri H.J.P.Winkl.
462. Pilea rojasiana Killip
463. Pilea rostellata C.J.Chen
464. Pilea rostulata A.K.Monro
465. Pilea rotundata Griseb.
466. Pilea rotundinucula Hayata
467. Pilea rubiacea Ridl.
468. Pilea rubriflora C.H.Wright
469. Pilea rufa (Sw.) Wedd.
470. Pilea rufescens Fawc. & Rendle
471. Pilea rugosa (Sw.) Wedd.
472. Pilea rugosissima Killip
473. Pilea rusbyi (Britton) Killip
474. Pilea salentana Killip
475. Pilea salwinensis (Hand.-Mazz.) C.J.Chen
476. Pilea samanensis Urb.
477. Pilea sanctae-crucis Liebm.
478. Pilea sancti-johannis J.Florence
479. Pilea saxicola Urb.
480. Pilea scandens Killip
481. Pilea schimpffii Diels
482. Pilea schlechteri H.J.P.Winkl.
483. Pilea scripta (Buch.-Ham. ex D.Don) Wedd.
484. Pilea selbyanorum Dodson & A.H.Gentry
485. Pilea selleana Urb.
486. Pilea semidentata (Juss. ex Poir.) Wedd.
487. Pilea semisessilis Hand.-Mazz.
488. Pilea senarifolia Donn.Sm.
489. Pilea serpyllacea (Kunth) Liebm.
490. Pilea serpyllifolia (Poir.) Wedd.
491. Pilea serratifolia Wedd.
492. Pilea serrulata (Sw.) Wedd.
493. Pilea sessiliflora (Sw.) Wedd.
494. Pilea sessilifolia (Savigny) Wedd.
495. Pilea setigera Urb.
496. Pilea sevillensis Britton
497. Pilea shaferi Britton & P.Wilson ex León & Alain
498. Pilea shizongensis A.K.Monro, C.J.Chen & Y.G.Wei
499. Pilea siguaneana Britton
500. Pilea silvicola Fawc. & Rendle
501. Pilea simplex Urb.
502. Pilea sinocrassifolia C.J.Chen
503. Pilea sinofasciata C.J.Chen
504. Pilea skutchii Killip
505. Pilea sohayakiensis Kitam.
506. Pilea solandri (Seem.) J.Florence
507. Pilea somae Hayata
508. Pilea spathulata Griseb.
509. Pilea spathulifolia Groult
510. Pilea sphenophylla Urb.
511. Pilea spicata C.J.Chen & A.K.Monro
512. Pilea spinulosa C.J.Chen
513. Pilea spruceana Wedd.
514. Pilea squamosa C.J.Chen
515. Pilea squamulata Urb. & Ekman
516. Pilea stapfiana Gibbs
517. Pilea stellarioides H.J.P.Winkl.
518. Pilea stelluligera Wedd.
519. Pilea stenoneura H.J.P.Winkl.
520. Pilea stenophylla Urb.
521. Pilea stolonifera (Sw.) Wedd.
522. Pilea striata Urb.
523. Pilea strigillosa Urb. & Ekman
524. Pilea strigosa Wedd.
525. Pilea subamplexicaulis Killip
526. Pilea subcoriacea (Hand.-Mazz.) C.J.Chen
527. Pilea subedentata C.J.Chen
528. Pilea subintegerrima (Griseb.) Greuter & R.Rankin
529. Pilea sublobata Rusby
530. Pilea sublucens Wedd.
531. Pilea submissa Wedd.
532. Pilea succulenta Wedd.
533. Pilea suffruticosa K.Krause
534. Pilea sumideroensis Britton
535. Pilea supersedens (Leandri) Leandri
536. Pilea suta C.D.Adams
537. Pilea swinglei Merr.
538. Pilea sylvatica Elmer
539. Pilea symmeria Wedd.
540. Pilea tabularis C.C.Berg
541. Pilea tatamensis Killip
542. Pilea tatei Killip
543. Pilea tenerrima Miq.
544. Pilea ternifolia Wedd.
545. Pilea tetraphylla (Steud.) Blume
546. Pilea tetrapoda Killip
547. Pilea thouarsiana Wedd.
548. Pilea thymoidea H.J.P.Winkl.
549. Pilea tilarana W.C.Burger
550. Pilea tippenhaueri Urb.
551. Pilea tobagensis Urb.
552. Pilea topensis Diels
553. Pilea torbeciana Urb. & Ekman
554. Pilea trianthemoides (Sw.) Lindl.
555. Pilea trichomanophylla A.K.Monro
556. Pilea trichosanthes Wedd.
557. Pilea trichotoma Liebm.
558. Pilea tridentata Killip
559. Pilea trilobata (Savigny) Wedd.
560. Pilea tripartita A.K.Monro
561. Pilea triradiata Killip
562. Pilea troyensis Fawc. & Rendle
563. Pilea truncata Urb.
564. Pilea tsaratananensis Leandri
565. Pilea tsiangiana F.P.Metcalf
566. Pilea tungurahuae Killip
567. Pilea tutensis A.K.Monro
568. Pilea ulei Killip
569. Pilea umbellata (Bory) Wedd.
570. Pilea umbriana Killip
571. Pilea umbrosa Wedd. ex Blume
572. Pilea unciformis C.J.Chen
573. Pilea uninervis Griseb.
574. Pilea urticella Wedd.
575. Pilea urticifolia (L.f.) Blume
576. Pilea usambarensis Engl.
577. Pilea valenzuelae Urb.
578. Pilea variegata Seem.
579. Pilea vegasana Killip
580. Pilea venulosa Blume
581. Pilea verbascifolia (Savigny) Wedd.
582. Pilea vermicularis Majure, Skean & Judd
583. Pilea verrucosa Killip
584. Pilea versteegii H.J.P.Winkl.
585. Pilea victoriae V.Suresh & Sojan
586. Pilea victoriensis P.Royen
587. Pilea villicaulis Hand.-Mazz.
588. Pilea virgata Wedd.
589. Pilea vulcanica Liebm.
590. Pilea weberbaueri Killip
591. Pilea weddellii Fawc. & Rendle
592. Pilea weimingii Huan C.Wang
593. Pilea wightii Wedd.
594. Pilea wilsonii Urb.
595. Pilea wollastonii A.K.Monro
596. Pilea wrightiana Wedd.
597. Pilea wullschlaegelii Urb.
598. Pilea yarensis Britton & P.Wilson
599. Pilea yuanbaoshanica W.T.Wang
600. Pilea yunckeri C.D.Adams
601. Pilea yunquensis (Urb.) Britton & P.Wilson
602. Pilea zaranensis P.Royen